# Achille Tellini

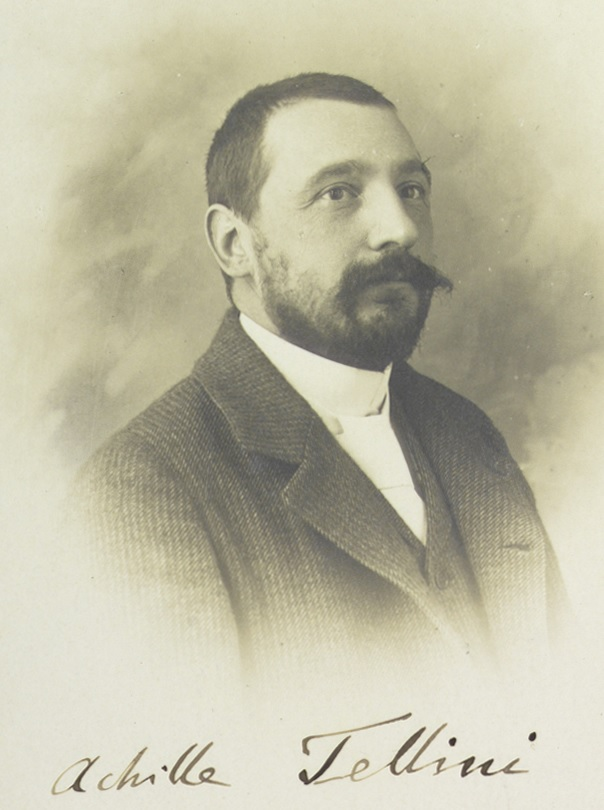
Achille Tellini (1905)

Achille Tellini (* 25. Februar 1866 in Udine; † 1. Oktober 1938 ebenda) war ein italienischer Naturwissenschaftler, Geologe und Sprachwissenschaftler, der sich für die Erhaltung der Minderheitensprachen seiner Heimat (furlanisch und ladinisch) einsetzte. Er war außerdem ein Pionier des Esperanto in Italien.

## Leben
Tellini wurde im Jahr 1866 in Udine in einer wohlhabenden Bürgerfamilie geboren. Er besuchte die Universität in Turin, wo er 1866 das Studium der Naturwissenschaften mit höchster Punktezahl abschloss. In der Folge übersiedelte er nach Rom und begann seine Universitätslaufbahn als Assistent an der Fakultät für Geologie. In Rom gründete er auch die erste italienische Zeitschrift für Geologie, Rassegna di scienze geologiche, und veröffentlichte Arbeiten über Hydrologie, Speläologie, Geographie und Zoologie.
1893 kehrte er nach Udine zurück, wo er am königlichen technischen Institut Regio Istituto Tecnico „A. Zanon“ Naturwissenschaften unterrichtete. 
Im Jahre 1897 gründete er den Verein Circolo Idrologico e Speleologico Friulano und wurde ein wichtiges Mitglied des furlanischen Alpenvereins Società Alpina Friulana zusammen mit Giovanni Marinelli, Olinto Marinelli, Michele Gortani und Ardito Desio. 
1901 begann er sich für die internationale Sprache Esperanto zu interessieren, zu deren überzeugtem Unterstützer er später wurde.
1902–1903 nahm er als Naturwissenschaftler an einer Expedition nach Eritrea teil.
Im Jahr 1904 vollzog sich eine Wende in seinem Leben: Wegen der Liebe zu seiner Heimat Friaul wurde der Naturwissenschaftler zu einem Forscher auf dem Gebiet der Philologie und der ladinischen Literatur.
Gegen Ende des Jahres 1908 musste er wegen eines familiären Problems die Unterrichtstätigkeit aufgeben. Er übersiedelte nach Bologna, wo er eine Antiquariats-Buchhandlung und ein Geschäft für Philatelie eröffnete. Er begeisterte sich für Esperanto sowie für die furlanische und ladinische Sprache und Kultur. In dieser Zeit entwickelte er auch den politischen Gedanken einer unabhängigen ladinischen Föderation, die auch die Region Friaul umfassen sollte.
In dieser Zeit vor dem Ersten Weltkrieg war das Land jedoch von einem starken Geist des italienischen Nationalismus durchzogen, so dass Tellini wegen seiner Tätigkeiten und Ideen von verschiedenen Seiten heftig kritisiert und angegriffen wurde. Er wurde beschuldigt, die Italianität des Friaul zu leugnen (essere contro “l’italianità del nostro Friuli italianissimo”). Zwischen 1919 und 1927 veröffentlichte er verschiedene Studien über die Sprache, die Gebräuche und Traditionen Friauls.
1928 kehrte er nach Udine zurück, wo er seine Bemühungen fortsetzte. Er vertiefte seine Kenntnisse der furlanischen Sprache und Geschichte und arbeitete mit Felix Marchi, einem weiteren wichtigen Vertreter der Idee einer furlanischen Nation, zusammen.
Tellini starb am 1. Oktober 1938 in Udine.

## Der Esperantist
In Bologna war Tellini ein wichtiger Vertreter der italienischen Esperanto-Bewegung. 1909 nahm er am Congrès International de Esperanto in Barcelona teil, bei dem auch der Begründer der Sprache, Ludwik Zamenhof, anwesend war. Er arbeitete für verschiedene Esperanto-Zeitschriften zusammen mit, unter anderen, Antonio Paolet und dem Priester Giacomo Bianchini, dem Sekretär der weltweiten Organisation der katholischen Esperantisten sowie Autor der 1909 veröffentlichten Gramaticute di lenghe furlane par esperantiscj.
1912 veröffentlichte Tellini das Werk Leksikona Komparo inter lingvoj esperanta kaj friula, eine Grammatik des Esperanto mit einer Vergleichsstudie zwischen dem Wortschatz des Esperanto und des Furlanischen. Unter anderem schlug er eine Reform der Verschriftlichung des Furlanischen unter Verwendung einiger Esperanto-Buchstaben vor. Im selben Jahr gründete er auch die Cattedra Italiana di Esperanto. Er war Mitglied der Esperanto-Weltorganisation (UEA), bis die italienische Regierung ihren Bürgern die Teilnahme an internationalen Einrichtungen verbot.
Während des Ersten Weltkriegs hielt er in Venedig und in der Emilia-Romagna viele Vorträge und Schnellkurse, um für Esperanto zu werben.
1921 gründete er die Zeitschrift Patrje Ladine in furlanischer Sprache, aber mit Esperanto-Buchstaben geschrieben, und 1922 veröffentlichte er das Werk Radikaro Esperanto-Friula-Ladina.
1935 veröffentlichte er ein Esperanto-Lehrbuch in furlanischer Sprache mit dem Titel Gràmatiche, vocabulari ed eserciçis di lenghe internaçional esperanto pai ladìns furlàns (Grammatik, Wörterbuch und Übungen der internationalen Sprache Esperanto für die Ladiner des Friaul).
Für Tellini war Esperanto ein internationales Kommunikationsmittel, das auf Respekt beruht, Respekt vor allem auch für die sprachlichen Minderheiten. Esperanto ist nicht nur ein notwendiges Hilfsmittel für die Kommunikation zwischen Wissenschaftlern, sondern die neutrale Sprache verhindert auch das Entstehen von Überheblichkeit und sprachlichem Imperialismus, die ihrerseits häufig die Ursache von Konflikten sind.

## Die politische Idee
Unmittelbar nach dem Ersten Weltkrieg und dann nach der Machtergreifung des Faschismus stellte Tellini eine progressive „Italianisierung“ der Bevölkerung Friauls fest. Sprache und Gebräuche der Vorfahren und die jahrhundertealte Kultur drohten verloren zu gehen. Er versuchte deshalb, die traditionellen Kulturgüter zu sammeln, und veröffentlichte in den Jahren 1919–1923 das Werk Il Tesaur de lenghe furlane (Der Schatz der furlanischen Sprache).
Il Tesaur de lengue furlane ist nicht nur eine Forschungsarbeit, sondern es ist das politische und moralische Manifest Tellinis. Für ihn ist das Furlanische eine Sprache und nicht ein italienischer Dialekt. Und nur wenn man diese Sprache am Leben erhält, ist es möglich, zur Bildung eines unabhängigen ladinischen Staats zu gelangen, der neben Friaul auch die ladinischen Täler der Dolomiten und der Schweiz umfasst. Als Fahne schlägt er den Adler des Patriarchats von Aquileia vor.
Diese Überzeugung findet sich auch in all seinen späteren Werken.